# 25 Vulpeculae
25 Vulpeculae, som är stjärnans Flamsteed-beteckning, är en ensam stjärna belägen i den mellersta delen av stjärnbilden Räven. Den har en högsta skenbar magnitud på ca 5,50 och är svagt synlig för blotta ögat där ljusföroreningar ej förekommer. Baserat på parallax enligt Gaia Data Release 2 på ca 2,8 mas, beräknas den befinna sig på ett avstånd på ca 1 170 ljusår (ca 360 parsek) från solen. Den rör sig närmare solen med en heliocentrisk radialhastighet av ca -11 km/s.

## Egenskaper
25 Vulpeculae är en blå till vit underjättestjärna av spektralklass B6 IVe och en Be-stjärna vars spektrum anger en åldrande stjärna med en cirkelformad skiva av joniserad gas. Den har en massa som är ca 7 solmassor, en radie som är ca 11 solradier och utsänder ca 1 345 gånger mera energi än solen från dess fotosfär vid en effektiv temperatur på ca 13 200 K.
25 Vulpeculae är en misstänkt variabel (VAR:), som varierar mellan visuell magnitud +5,51 och 5,54 utan någon fastställd periodicitet.